# Айзатулов, Рафик Сабирович
Рафик Сабирович Айзатулов (род. 27 мая 1938, Тамбовка, Дальневосточный край) — российский учёный и предприниматель. Заслуженный металлург Российской Федерации, заслуженный изобретатель Российской Федерации.

## Биография
Закончил Сибирский металлургический институт, кафедру металлургии стали в 1961 году.
В 1981 году защитил диссертацию на звание кандидата технических наук по теме «Исследование и разработка оптимальных режимов продувки конверторной ванны с использованием математической модели» (науч. руководитель Цымбал В. П.).
С 1961 по 1968 г. — подручный разливщика, сменный мастер разливки, старший мастер мартеновского цеха № 1 на Кузнецком металлургическом комбинате.
С 1968 по 1985 — помощник начальника конвертерного цеха № 1, заместитель начальника, начальник конвертерного цеха № 2, заместитель главного инженера, главный сталеплавильщик Кузнецкого металлургического комбината (г. Новокузнецк); с 1986 по 1994 — главный инженер ЗСМК. Работал на ЗСМК в конвертерном цехе. C 1994 по 1998 — генеральный директор ОАО ЗСМК.
Заведующий кафедрой металлургии стали СибГИУ с 1991 по 2010. Профессор-консультант с 2010. Доктор технических наук.
Член редакционной коллегии журнала «Сталь».

## Награды
- Орден «Знак Почёта»
- Орден «За заслуги перед Отечеством» IV степени
- орден Святого Даниила Заступника
- Орден «Доблесть Кузбасса»
- Государственная премия Российской Федерации (1995) — за создание и промышленное освоение ресурсосберегающей технологии конвертерного передела низкомарганцовистого чугуна[1]
- премия Правительства Российской Федерации в области науки и техники (2011) —за разработку, изготовление и внедрение оборудования и технологии для диагностики технического состояния внутренних поверхностей дымовых и вентиляционных труб промышленных предприятий без остановки технологических процессов
- Заслуженный машиностроитель Российской Федерации (13 сентября 1994) — за заслуги в области металлургии и многолетний добросовестный труд
- премия Совета Министров СССР (трижды)
- золотая, серебряная и бронзовые медали ВДНХ
- знак «За механизацию и автоматизацию в металлургии»